# Calamocha
Calamocha est une commune d’Espagne, dans la province de Teruel, communauté autonome d'Aragon. Elle est chef-lieu de la Comarque de Jiloca.